# Maria Kamecka
Maria Kamecka, coniugata Kordzik (Varsavia, 30 gennaio 1922 – Varsavia, 20 aprile 2016), è stata una cestista polacca.
Era la sorella di Irena Kamecka.

## Carriera
Con la Polonia ha disputato due edizioni dei Campionati europei (1950, 1952).